# Annie Dillard
Annie Dillard, född 30 april 1945 i Pittsburgh i Pennsylvania, är en amerikansk författare. Hon har publicerat poesi, essäer, litteraturkritik, autobiografier och skönlitteratur.
Dillard växte upp i Point Breeze utanför Pittsburgh. Hon gick i The Ellis School där hon började läsa poesi. Hon avlade kandidat- och magisterexamen vid Hollins University i Roanoke i Virginia där hon också gifte sig med en av sina lärare, poeten R. H. W. Dillard. Hon var senare gift med biografen Robert D. Richardson, Jr fram till hans död 2020.
Efter att nästan ha dött av lunginflammation började hon skriva om det hon läste och upplevde i naturen. Dessa anteckningar blev grunden till Livet vid ån (Pilgrim at Tinker Creek). Hon vann Pulitzerpriset 1975 för denna bok. Andra böcker som hon skrivit är Holy the Firm, Att lära en sten att tala (Teaching a Stone to Talk), and For the Time Being. Hon är också känd i USA för sina memoarer om uppväxten i Pittsburgh (An American Childhood).